# Stryjewo Wielkie
Stryjewo Wielkie es un pueblo de Polonia, en Mazovia.  Se encuentra en el distrito (Gmina) de Grudusk, perteneciente al condado (Powiat) de Ciechanów. Se encuentra aproximadamente a 7 km al sur de Grudusk, 15 km al norte de Ciechanów, y a 91 km  al norte de Varsovia. 
Entre 1975 y 1998 perteneció al voivodato de Ciechanów.